# Firer med styrmand
Firer med styrmand (ofte forkortet 4+) er en kaproningsbåd, som roes af fire personer med én åre hver, og desuden inkluderer en styrmand, der styrer bådens retning med et ror. Båden er ca. 12,5 meter lang, og klassen var tidligere på OL-programmet både for mænd og kvinder.
Første gang firer med styrmand blev roet i OL-sammenhæng var ved OL 1900 i Paris, mens foreløbigt sidste gang var ved OL 1992 i Barcelona.